# Data.gov
data.gov (англ. data – данные; .gov – домен верхнего уровня) — государственный сайт США, предоставляющий доступ к открытым государственным данным.

## Содержание
Наборы данных предоставляются агентствами и доступны для поиска и загрузки.
Директива правительства США от 8 декабря 2009 г. обязывала все агентства предоставить по крайней мере 3 набора данных.
В сентябре 2014 сайт содержал 155,356 наборов данных.